# What a Wonderful Dream!!
『What a Wonderful Dream!!』（ワット・ア・ワンダフル・ドリーム）は、Liella!のアルバム。同グループの1枚目のアルバムとして、2022年3月2日にLantisから発売された。

## 背景
メディアミックス作品である『ラブライブ!シリーズ』第4作である『ラブライブ！スーパースター!!』に登場するLiella!の初となるアルバムで、同シリーズのユニットとしては、虹ヶ咲学園スクールアイドル同好会に次いで、オリジナルアルバムが発売された。デビューシングルの「始まりは君の空」はじめ、テレビアニメのオープニングテーマである「START!! True dreams」と、エンディングテーマの「未来は風のように」、各メンバーのソロ新曲5曲と全メンバーによる新曲2曲の全10曲を収録している。
「What a Wonderful Dream!!」は、5thライブでユニット別バージョンが披露された。2024年4月24日に発売されたシングル「ディストーション」（CatChu! Ver.）、「ニュートラル」（KALEIDOSCORE Ver.）、「Jellyfish」（5yncri5e! Ver.）にそれぞれ収録されている。

## アートワーク
| オリジナル盤 | 葉月恋、嵐千砂都、澁谷かのん、唐可可、平安名すみれ  |
| フォト盤     | 青山なぎさ、岬なこ、伊達さゆり、Liyuu、ペイトン尚未 |

## ミュージック・ビデオ
表題曲である「What a Wonderful Dream!!」のミュージック・ビデオは、竹下通り付近などをはじめ、シングル「START!! True dreams」で登場した国立競技場の前などで撮影を行った。

## 楽曲の披露

### テレビ番組
| 放送日        | 番組名     | 放送局            | 披露曲                       | 備考                                     | 出典 |
| ------------- | ---------- | ----------------- | ---------------------------- | ---------------------------------------- | ---- |
| 2022年4月11日 | 『J-MELO』 | NHKワールド JAPAN | 「What a Wonderful Dream!!」 | 「ノンフィクション!!」と共に披露された。 |      |

## リリース
2022年3月2日にLantisから、描き下ろしイラストジャケットの「オリジナル盤」と、キャスト撮り下ろしジャケットの「フォト盤」の2形態でリリースされた。
初回生産分特典として、「オリジナル盤」にスーパースターシール（全6種）がランダムで1枚、「フォト盤」にLiella!カード（全6種）がそれぞれランダムで1枚と、大阪城ホールで開催された『ラブライブ！スーパースター!! Liella! 2nd LoveLive! 〜What a Wonderful Dream!!〜 with Yuigaoka Girls Band』の先行抽選申込券が封入されている。

## チャート成績
2022年03月14日付のオリコン週間アルバムランキングでは3位にランクインした。
2023年3月22日付のBillboard JAPAN Top AlbumsとBillboard Japan Hot Albumsでは3位にランクインした。

## 収録曲
| #         | タイトル                                     | 作詞      | 作曲                                              | 編曲                                         | 時間  |
| --------- | -------------------------------------------- | --------- | ------------------------------------------------- | -------------------------------------------- | ----- |
| 1.        | 「START!! True dreams」(Liella!)             | 畑亜貴    | 小幡康裕                                          | 山下洋介                                     | 4:00  |
| 2.        | 「What a Wonderful Dream!!」(Liella!)        | 宮嶋淳子  | フワリ                                            | 兼松衆                                       | 3:35  |
| 3.        | 「水色のSunday」(唐可可（Liyuu）)            | 宮嶋淳子  | 宮野弦士                                          | 宮野弦士                                     | 4:30  |
| 4.        | 「Flyer's High」(嵐千砂都（岬なこ）)         | 宮嶋淳子  | 久保田真悟 ( Jazzin' park ) 栗原暁 (Jazzin' park) | 久保田真悟 (Jazzin' park)                    | 3:35  |
| 5.        | 「みてろ！」(平安名すみれ（ペイトン尚未）)   | 宮嶋淳子  | 家原正樹                                          | - 家原正樹 - 菅編曲: 森悠也                  | 3:35  |
| 6.        | 「始まりは君の空」(Liella!)                  | 畑亜貴    | 兼松衆                                            | 兼松衆                                       | 5:02  |
| 7.        | 「微熱のワルツ」(葉月恋（青山なぎさ）)       | 宮嶋淳子  | カワイヒデヒロ                                    | カワイヒデヒロ                               | 4:16  |
| 8.        | 「青空を待ってる」(澁谷かのん（伊達さゆり）) | 宮嶋淳子  | ヒロキ (リリィ、さよなら。)                       | 斎木達彦                                     | 4:39  |
| 9.        | 「未来は風のように」(Liella!)                | 畑亜貴    | 山田智和                                          | - 久保田真悟 (Jazzin' park) - 弦編曲: 兼松衆 | 4:07  |
| 10.       | 「ユニゾン」(Liella!)                        | 宮嶋淳子  | 小久保祐希 石黑剛                                 | 石黑剛                                       | 4:05  |
| 合計時間: | 合計時間:                                    | 合計時間: | 合計時間:                                         | 合計時間:                                    | 41:24 |

## 参加ミュージシャン
| START!! True dreams - Guitar : 川崎智哉 - Bass : 二家本亮介 - Drums : 玉田豊夢 - Strings : 室屋光一郎ストリングス - Trumpet : 諏訪桂輔 - Piano, Programming & All Other Instruments : 山下洋介 What a Wonderful Dream!! - Trumpet : 吉澤達彦 - Strings : 室屋光一郎ストリングス - Guitar : 西田修大 - Bass : 山口寛雄 - Drums : 玉田豊夢 - Trumpet : 諏訪桂輔 - Piano, Programming & All Other Instruments : 兼松衆 水色のSunday - Trumpet : 諏訪桂輔 - Programming & All Instruments : 宮野弦士 Flyer's High - Treatment : 永野紫苑 (Sound City) - Guitar, Programming & All Other Instruments : 久保田真悟 (Jazzin' park) みてろ！ - Bass : 山口寛雄 - Drums : 玉田豊夢 - Trumpet : 諏訪桂輔 - Guitar & Programming : 家原正樹 - Brass Programming : 森悠也 | 始まりは君の空 - E.Guitar : 西田修大, purosawa - A.Guitar : 高木大丈夫 - Bass : 二家本亮介 - Drums : 玉田豊夢 - Strings : 室屋光一郎ストリングス - Trumpet : 諏訪桂輔 - Piano, Programming & All Other Instruments : 兼松衆 微熱のワルツ - Strings : 室屋光一郎カルテット - Piano : 岸本亮 (fox capture plan) - Double Bass & Programming : カワイヒデヒロ (fox capture plan) - Drums : 井上司 (fox capture plan) - Trumpet : 萩原和音 青空を待ってる - Strings : 室屋光一郎ストリングス - Guitar : 佐々木“コジロー”貴之 - Bass : 二家本亮介 - Drums : 山木秀夫 - Treatment : 稲垣杏理 - Programming & All Other Instruments : 斎木達彦 未来は風のように - Bass : 二家本亮介 - Piano & Organ : 栗林悟 - Strings : 室屋光一郎ストリングス - Trumpet : 諏訪桂輔 - Piano, Programming & All Other Instruments : 久保田真悟 (Jazzin' park) ユニゾン - Guitar : 佐々木“コジロー”貴之 - Bass : 小林修巳 - Programming & All Other Instruments : 石黑剛 |

## タイアップ
| # | 曲名                    | タイアップ                                                         |
| - | ----------------------- | ------------------------------------------------------------------ |
| 1 | 「START!! True dreams」 | テレビアニメ『ラブライブ!スーパースター!!』第1期オープニングテーマ |
| 9 | 「未来は風のように」    | テレビアニメ『ラブライブ!スーパースター!!』第1期エンディングテーマ |

### ユニットメンバー
1. 1 2 3 4 5 6 7 8 9  澁谷かのん（伊達さゆり）、唐可可（Liyuu）、嵐千砂都（岬なこ）、平安名すみれ（ペイトン尚未）、葉月恋（青山なぎさ）